# Маттссон, Юхан
Юхан Маттссон (швед. Johan Mattsson; род. 25 апреля 1992, Худдинге, Стокгольм) — шведский хоккеист, вратарь.

## Биография
Начинал заниматься хоккеем в родном «Худдинге», с 2008 года — в «Сёдертелье», сыграл один матч в 2009 Kvalserien.
На драфте НХЛ 2011 года был выбран в 7-м раунде под последним, 211-м, номером клубом «Чикаго Блэкхокс». Позже на импорт-драфте CHL был выбран клубом OHL «Садбери Вулвз», за который провёл сезон 2011/12. Следующий сезон отыграл в команде USHL «Трай-Сити Сторм». Вернувшись в Швецию, играл за клубы «Юргорден» (2013/14), «Бьёрклёвен» (2014/15), «Тимро» (2015/16 — 2016/17), «Фрёлунда» (2017/18 — 2020/21).
Перед сезоном 2021/22 перешёл в клуб КХЛ «Динамо» Рига. В середине декабря перешёл в «Автомобилист». 5 июля 2023 года заключил однолетний контракт со СКА, по окончании сезона покинул клуб.
Чемпион мира среди молодёжных команд 2012.